# فصل طوفان‌ها
فصل طوفان‌ها (انگلیسی: Season of Storms) عنوان ششمین رمان و هشتمین کتاب از سری مجموعهٔ فانتزی و تخیلی ویچر، اثر آندری ساپکوفسکی می‌باشد.